# 가와구치호
가와구치호(河口湖, かわぐちこ)는 일본 후지산 주변의 호수이다. 야마나시현 후지카와구치코정에 위치하며 후지 5호 중 관광객들에게 가장 인기가 있는 곳으로 후지 하코네 이즈 국립공원의 일부이다. 후지 5호 중에서 가장 긴 호안선을 가지며 가장 낮은 지점에 있다. 면적은 후지 5호 중에서는 두 번째 크기이다.
가와구치 호는 7~8월의 등산철에 후지산에 오르는 등반객들을 위한 중심지 역할을 한다. 해발 800 m에 위치해있어 여름에는 상대적으로 시원한 반면에 겨울에는 쌀쌀하다. 최근에 이 지역에서 가장 인기있는 장소는 가와구치호에서 야마나카호로 바뀌었다.

## 같이 보기
- 후지 5호
  - 가와구치호
  - 모토스호
  - 사이호
  - 쇼지호
  - 야마나카호